# (11409) Horkheimer
(11409) Horkheimer est un astéroïde de la ceinture principale.

## Description
(11409) Horkheimer est un astéroïde de la ceinture principale. Il fut découvert le 19 mars 1999 à la station Anderson Mesa par le programme LONEOS. Il présente une orbite caractérisée par un demi-grand axe de 3,19 UA, une excentricité de 0,12 et une inclinaison de 2,3° par rapport à l'écliptique.

## Compléments